# Десмозин
Десмозин (от др.-греч. δεσμός — связка) — аминокислота, производное 4 остатков лизина (образуется в ходе посттрансляционных модификаций). Содержится в белке эластине. Благодаря своей разветвлённой структуре, которая имеет 4 аминокислотных группы, одна молекула десмозина может входить одновременно в 4 пептидных цепи, тем самым скрепляя различные нити эластина и придавая ему упругость. В пептидных последовательностях обозначается Des.
Десмозин и сходный с ним по структуре изодесмозин были открыты в 1963 в ходе исследования продуктов гидролиза эластина группой учёных из Кембриджского университета Дж. Томасом, Д. Элсденом и С. Партриджем.
Было установлено, что при хронической обструктивной болезни лёгких в крови и моче существенно повышается концентрация десмозина в связи с деструкцией эластиновых волокон легочных альвеол, причём с увеличением возраста пациентов данные изменения становятся более выраженными. Подобного эффекта не наблюдается у здоровых людей, в том числе курящих, а также у больных бронхиальной астмой.